# Схема нумерації доріг Великої Британії

Зони нумерації доріг A і B у Великій Британії

Схема нумерації доріг Великої Британії — це схема нумерації, яка використовується для класифікації та ідентифікації всіх доріг у Великій Британії. Кожній дорозі присвоюється одна літера (яка позначає категорію дороги) і наступний номер (від 1 до 4 цифр). Запроваджені для організації розподілу фінансування, числа незабаром стали використовуватися на картах і як метод навігації. Існує дві підсхеми: одна для автомагістралей, інша для неавтомагістральних доріг. Хоча деякі основні дороги є частиною міжнародної мережі доріг електронної пошти, у Великій Британії жодні маршрути електронної пошти не позначені. У зв’язку зі змінами у призначенні доріг місцевого значення, у деяких випадках дороги нумеруються поза зоною. Бувають також випадки, коли номери доріг в одній області також знаходяться в іншому місці. Наприклад, A594 позначається як Лестерська кільцева дорога, а також є дорогою в Камбрії.
Схема застосовується лише до Англії, Шотландії та Уельсу; подібна система використовується в Північній Ірландії, а також за межами Великої Британії на острові Мен, Джерсі та британських заморських територіях. Ці інші схеми нумерації використовують подібні угоди.

## Історія
Робота над класифікацією почалася в 1913 році. Дорожня рада була заснована в 1909 році для управління акцизним збором з транспортних засобів — коштами, зібраними в результаті оподаткування для оплати будівництва нових доріг і ремонту пошкоджень, завданих існуючим дорогам зростаючою кількістю автомобілістів. Оскільки Правлінню потрібно було визначити, які дороги слід фінансувати, оновити чи замінити, його секретар Вільям Ріс Джеффріс призначив Генрі Мейбері, одного зі старших інженерів Правління, розробити систему класифікації, а потім призначити номери доріг для ідентифікації. Роботу перервала Перша світова війна. Він не відновився, доки в 1919 році не було створено Міністерство транспорту, якому було надано повноваження класифікувати магістралі та виділяти фінансування на утримання доріг, повноваження на що було надано розділом 17 (2) Закону про міністерство транспорту 1919 року. У 1922 році була створена система класифікації, згідно з якою важливі маршрути, що з'єднують великі населені пункти, або для наскрізного руху, були визначені як клас I, а дороги меншого значення були позначені як клас II. Остаточний список цих доріг було опубліковано 1 квітня 1923 року після консультацій з місцевою владою. Державне фінансування ремонту цих доріг було встановлено на рівні 60 % для перших і 50 % для других.
Незабаром після цього цифри почали з'являтися в дорожніх атласах і на знаках на самих дорогах, роблячи їх інструментом для автомобілістів на додаток до їх використання для визначення фінансування. Номери доріг змінювалися досить часто протягом перших років існування системи, оскільки це був період швидкого розширення мережі, і деякі пронумеровані маршрути не слідували звичайним маршрутам. Закон про магістральні дороги 1936 року надав Міністерству прямий контроль над основними маршрутами, і для визначення цих маршрутів було створено нову систему класифікації. Спочатку ці цифри, що починалися на T, мали бути оприлюдненими, але згодом це було визнано непотрібним.
З появою автомагістралей наприкінці 1950-х років була введена нова класифікація «М». У багатьох випадках автомагістралі дублювали існуючі ділянки дороги А, які, отже, втратили значну частину свого значення, а в деяких випадках були перенумеровані. Не було послідовного підходу до зміни нумерації — деякі дороги А зберегли свій існуючий номер як неосновні дороги (наприклад, A40, що проходить поруч з M40), інші отримали «менш значні» номери (наприклад, A34 у Ворікширі стала A3400 після Було побудовано M40), а решту було знижено до B або некласифікованих доріг (наприклад, A38, яка була замінена на M5 між Тівертоном і Ексетером). Іноді нова автомагістраль отримувала назву старої дороги А, а не мала власний номер. Найпомітнішим прикладом цього є A1(M).

## Система зонування

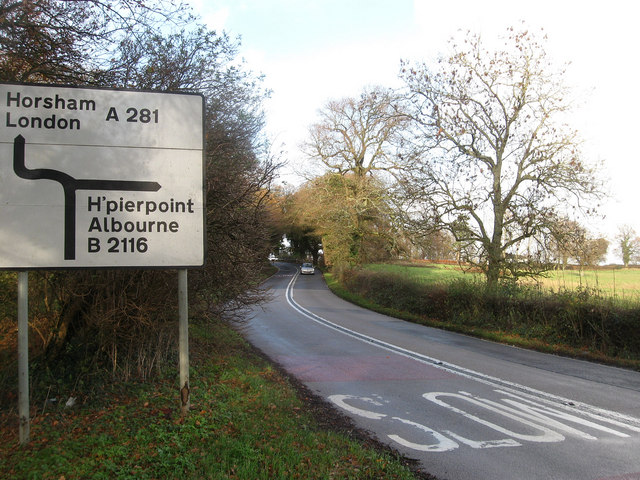
Знак на Крауч Хілл показує два номери доріг у зоні 2.

### Неавтомагістраль
В Англії та Уельсі система нумерації доріг загального призначення (тобто неавтомагістральних) базується на радіальному шаблоні з центром у Лондоні. У Шотландії така ж схема зосереджена в Единбурзі. В обох випадках основні однозначні дороги зазвичай визначають межі зони. Виняток між зонами 1 і 2, де річка Темза визначає межу, так що весь Кент знаходиться в зоні 2.
- Зона 1: на північ від Темзи, на схід від A1, що охоплює Великий Лондон, Ессекс, Кембриджшир, Східну Англію, Лінкольншир, частини Йоркширу, графство Дарем, Тайн і Вір, Нортумберленд, частини шотландських кордонів, Східний Лотіан і далі до Единбург
- Зона 2: на південь від Темзи, на схід від A3, що охоплює частину графств Суррей, Сассекс і Кент.
- Зона 3: на північ/захід від A3, на південь від A4, охоплюючи частину графства Суррей, Гемпшир (за винятком Портсмута ), острів Уайт і південно-західну Англію.
- Зона 4: на північ від A4, на південь/захід від A5, охоплюючи південь і Західний Мідлендс, Оксфордшир, Брістоль, Глостершир, Бакінгемшир і південь, захід і Середній Уельс.
- Зона 5: на північ/схід від A5, на захід від A6, на південь від Solway Firth / Eden Estuary, що охоплює Північний Уельс, Північний Мідлендс, західний Лестершир, Чешир, Камбрію та західний Ланкашир. У центрі Лондона A40 (Holborn Viaduct, Holborn, High Holborn і Oxford Street) забезпечує межу між 4 і 5 зонами на схід від Мармурової арки. Оригінальний A5 (тепер перенумерований A5183) також забезпечує такий кордон, а на північ від Сент-Олбанса оригінальний A6 (тепер перенумерований A1081) забезпечує східний кордон.
- Зона 6: на схід від A6 і A7, на захід від A1, охоплюючи східний Ланкашир, північно-східну Англію, Йоркшир, Ноттінгемшир, східний Лестершир і Ратленд, а також Шотландські кордони і Лотіанс. Між Сент-Олбансом і Лутоном оригінальний A6 (тепер перенумерований A1081) забезпечує західний кордон 6-зони.
- Зона 7: на північ від лиману Solway Firth/Eden, на захід від A7, на південь від A8, охоплюючи Дамфріс і Геловей, Ейршир і Центральну Шотландію, включаючи Глазго на південь від Клайда.
- Зона 8: на північ від A8, на захід від A9, охоплюючи північну частину Глазго, Аргайл і Б’ют, Хайленд і Західні острови
- Зона 9: на північ від A8, на схід від A9, охоплюючи Файф, Північно-Східну Шотландію, Оркнейські острови та Шетландські острови.

Перша цифра в номері будь-якої дороги має бути номером найдальшої зони проти годинникової стрілки, куди входить ця дорога. Наприклад, дорога A38, магістральна дорога, що тягнеться від Бодміна до Менсфілда, починається в зоні 3 і тому має номер A3x, навіть якщо вона проходить через зони 4 і 5 і закінчується в зоні 6. Крім того, A1 у Ньюкаслі-апон-Тайн двічі переїхала. Спочатку вздовж Великої північної дороги, потім він перемістився до Тайнського тунелю, в результаті чого деякі дороги в зоні 1 лежали в зоні 6. Позначений A1 пізніше перемістився на західну об’їзну навколо міста, а дороги між ними знову опинилися в зоні 1. Здебільшого пошкоджені дороги зберегли свої початкові номери.

### Автомагістралі

Зони номерів автострад Англії та Уельсу

Автомагістралі вперше з’явилися у Британії через три десятиліття після появи нумерації доріг А, і, як наслідок, потрібна нова система нумерації. Їм було надано префікс М, а в Англії та Уельсі власна система нумерації, яка не збігалася з мережею доріг А, хоча базувалася на тому ж принципі зон. За годинниковою стрілкою від M1 зони були визначені для зон 1-4 на основі запропонованих автомагістралей M2, M3 та M4. Номери M5 і M6 були зарезервовані для двох інших запланованих магістралей великої відстані. Об’їзна дорога Престона, перша ділянка автомагістралі Великої Британії, мала мати номер A6(M) відповідно до прийнятої схеми, але було вирішено залишити номер M6, як уже застосовано. Першою повноцінною автострадою у Великій Британії була автострада М1.
Коротші автомагістралі зазвичай беруть свої номери від основної автомагістралі всупереч системі зон, пояснюючи очевидно аномальні номери автомагістралей M48 і M49 як відгалужень M4, а автомагістралей M271 і M275 — як номери M27. Ця система нумерації була розроблена в 1958–59 роках тодішнім Міністерством транспорту та цивільної авіації та застосовувалася лише в Англії та Уельсі. Було вирішено зарезервувати номери 7, 8 і 9 для Шотландії. У Шотландії, де за дороги відповідало Управління Шотландії (уряд Шотландії після 1999 року), було прийнято рішення прийняти схему, за якою автомагістралі отримували номери універсальних маршрутів, які вони замінили. Як наслідок, немає M7 (оскільки автомагістраль не проходить після A7), і коли A90 було змінено, щоб замінити A85 на південь від Перта, коротка M85 стала частиною M90.

## А дороги

### Однозначні А дороги
В Англії та Уельсі шість однозначних чисел відображають традиційно найважливіші радіальні маршрути, що виходять з Лондона. Починаючи з A1, що прямує на північ, номери розподілялися послідовно за годинниковою стрілкою, таким чином:
- A1 від Лондона до Единбурга (також відома як Great North Road), але більшу частину дороги об’їжджає M1, і багато ділянок було оновлено до A1(M).
- A2 Лондон – Дувр (південна частина Уотлінг-стріт, також відома як Довер-роуд).
- A3 Лондон – Портсмут (також відомий як Портсмут-роуд)
- A4 Лондон – Ейвонмут (також відомий як Great West Road або Bath Road), хоча цей маршрут не використовується як міжміська дорога після завершення будівництва M4.
- A5 Лондон - Холігед, (Північна частина Уотлінг-стріт)
- A6 Лутон до Карлайла (A6 спочатку починався в Барнет на старій A1. Коли в 1950-х роках A1 було перенесено на об’їзну дорогу Барнета, A6 було скорочено до перехрестя A1/A1(M) (пізніше перехрестя A1/M25). Подальша перенумерація в районі Сент-Олбанс означає, що тепер він починається в центрі міста Лутон. Старий маршрут має номер A1081).

Подібним чином у Шотландії важливі дороги, що йдуть від Единбурга, мають однозначні номери, таким чином:
- A7 Единбург – Карлайл, хоча магістралі M74 і M8 зараз утворюють основне сполучення.
- A8 Edinburgh to Greenock, яка раніше сполучала Единбург із Глазго, але тепер має розрив у 25 миль, де її замінює M8.
- A9 Фолкірк до Скрабстера. Спочатку A9 проходила з Единбурга до Інвернесса, 16 травня 1935 року A9 було подовжено до John o'Groats через Wick, а пізніше було скорочено на південному кінці через будівництво головної злітно-посадкової смуги в Единбурзькому аеропорту на її вершині. Таким чином, маршрут з Единбурга тепер замінено на M9 (з M90 через Квінсферрі-Кроссінг як альтернативу Перту ). 1 квітня 1997 року A9 було перенаправлено на Турсо та Скрабстер на північному кінці.

Хоча ці маршрути залишаються основою для нумерації мережі доріг категорії А, вони більше не обов’язково є основними дорогами, оскільки їх об’їжджають автомагістралями або іншими змінами в мережі доріг.

### Інші дороги А
Ці радіали доповнюються двозначними кодами, які є маршрутами, які можуть бути трохи менш важливими, але все ще можуть класифікуватися як магістральні маршрути, хоча багато з цих маршрутів значно втратили своє значення через об’їзди автомагістралей або модернізацію інших А-дороги.  Ці маршрути не всі зосереджені на Лондоні, але, наскільки це можливо, дотримуються загального принципу, згідно з яким їх число розташовує їх радіально за годинниковою стрілкою від пов’язаного однозначного маршруту. Наприклад, A10 (Лондон – Кінгз-Лінн) – це перший основний маршрут за годинниковою стрілкою від A1, A11 (Лондон – Норвіч) – наступний, потім A12 (Лондон – Грейт-Ярмут) і A13 (Лондон – Шуберінесс); наступна радіальна – A2, за нею A20 (Лондон – Дувр) і так далі. Ці дороги були пронумеровані або назовні, або за годинниковою стрілкою навколо відповідних вузлів, залежно від їх розташування.
Система продовжує три- та чотиризначні числа, які далі розділяють і перетинають радіали. Нижчі номери походять ближче до Лондона, ніж більші номери.  Оскільки дороги були покращені з початку дії схеми, деякі дороги з 3- або 4-значними номерами стали більш важливими, наприклад, A127, A1079 і A414. Новим маршрутам також присвоєно 3- або 4-значні номери, наприклад, об’їзна дорога Единбурга – A720.
Мережа основних доріг — це запропонована класифікація основних доріг категорії А, які контролюються місцевою владою, яку уряд зобов’язався запровадити в 2017 році з метою кращого спрямування фінансування доріг.

### Списки доріг А
- Дороги зони 1 А
- Дороги зони 2 А
- Дороги зони 3 А
- Дороги зони 4 А
- Дороги зони 5 А
- Дороги зони 6 А
- Дороги зони 7 А
- Дороги зони 8 А
- Дороги зони 9 А

## Інші класифікації
Дороги B пронумеровані розподільними дорогами, які мають нижчу інтенсивність руху, ніж основні магістральні дороги або дороги A. Ця класифікація не має нічого спільного з шириною або якістю фізичної дороги, і дороги B можуть варіюватися від двох проїжджих до одноколійних доріг із місцями роз’їзду. Дороги B мають ту саму схему нумерації, що й дороги A, але майже завжди мають 3- та 4-значні позначення. Багато доріг із 3-значною цифрою B за межами району Лондона є колишніми дорогами категорії A, які були знижені через будівництво нових доріг; інші можуть з'єднувати менші поселення з дорогами А.

### Списки доріг Б

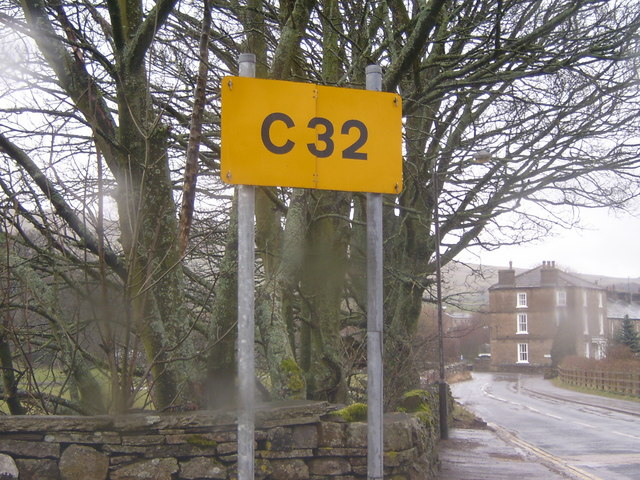
Дорожній знак C у Рібблсдейлі, Північний Йоркшир

- Дороги зони 1 Б
- Дороги зони 2 Б
- Дороги зони 3 Б
- Дороги зони 4 Б
- Дороги зони 5 Б
- Дороги зони 6 Б
- Дороги зони 7 Б
- Дороги зони 8 Б
- Дороги зони 9 Б

### Е-дороги
Незважаючи на те, що багато великих доріг у Великій Британії є частиною міжнародної мережі доріг європейських доріг, жодна дорога, яка є частиною цієї мережі, не позначена як така, і показано лише національне призначення дороги. Так само і в Північній Ірландії.

### Другорядні дороги
Дороги та смуги з ще меншою інтенсивністю руху позначаються як некласифіковані дороги з використанням префіксів C, D та U, але, хоча вони пронумеровані, зазвичай це робиться для використання місцевими органами влади, які відповідають за їх утримання, і не є унікальним. нумерація в місцевій серії, яка зазвичай не відображається на дорожніх знаках; використання місцевих номерів на знаках в Англії «не рекомендується». Однак відомі винятки у вигляді номерів на знаках і минулого використання префіксів H і V на знаках у Мілтон-Кейнсі, де головні дороги мають звичайну сітку. Ці позначення, однак, використовуються, коли спеціалісти з планування мають справу з певними програмами планування, включаючи створення нового автомобільного виїзду на шосе. Буква Q використовується для багатьох важливих некласифікованих доріг у Файфі.
У Лондоні Cycleways використовують префікс C і позначаються блідо-зеленими знаками. Існують також деякі префікси CS для веломагістралей, позначені пурпуровими знаками, але вони поступово припиняються.

## Подальше читання
- Bancroft, Peter; Andrew Emmerson (May 2007). A, B, C and M: Road Numbering Revealed. Capital Transport Publishing. ISBN 978-1-85414-307-5.